# Califato sharifiano
El Califato sharifiano (en árabe: الخلافة الشريفية‎) fue un califato proclamado por los gobernantes jerifianos del reino hachemita de Hiyaz en 1924, en lugar del recientemente abolido Califato otomano.

## Historia
El concepto de un califato sharifiano se había reflexionado al menos desde el siglo XV. : 42 Hacia finales del siglo XIX, las perspectivas de un potencial califato sharifiano se volvieron más realistas debido al declive del Imperio otomano, que había sido fuertemente derrotado en la guerra ruso-turca de 1877-1878. Sin embargo, hay poca evidencia de que la idea de un califato sharifiano alguna vez haya obtenido un amplio apoyo popular en Medio Oriente o en cualquier otro lugar. : 43–44 
El sultanato otomano fue abolido el 1 de noviembre de 1922, al finalizar la Guerra de Independencia turca. El cargo de califa, sin embargo, se mantuvo durante dieciséis meses más, durante los cuales lo ocupó Abdülmecid II. Sirvió como califa bajo el patrocinio de la recién fundada República Turca hasta el 3 de marzo de 1924, cuando la Gran Asamblea Nacional de Turquía abolió formalmente el califato. Hussein bin Ali se proclamó entonces califa : 241 basando su reclamo en su ascendencia profética y su control de las dos mezquitas más sagradas del Islam, la Gran Mezquita de La Meca y la Mezquita del Profeta en Medina (conocidas colectivamente como Haramayn, en árabe: الحرمين‎, tdl. ‘los dos santuarios’). La posesión del Haramayn era una condición indispensable para cualquier califa. : 12 Según The Times, Mehmed VI, el último sultán otomano y penúltimo califa otomano, envió un telégrafo de apoyo a Hussein después de que éste se autoproclamó califa. : 240 Sin embargo, el califato del rey Hussein no logró recibir un amplio reconocimiento por parte del mundo árabe aún colonial y llegó a su fin cuando la familia hachemita tuvo que huir de la región de Hiyaz tras su captura por las fuerzas Najdi Ikhwan de Ibn Saud (el fundador de la actual Arabia Saudita). en 1924-1925. : 248 
Un último intento de restaurar el cargo y el estilo califal con reconocimiento ecuménico fue realizado por al-Ḥusayn ibn 'Alī al-Hāshimī, rey de Hejaz y jerife de La Meca, quien asumió ambos el 11 de marzo de 1924 y los mantuvo hasta el 3 de octubre de 1924, cuando pasó el reinado a su hijo 'Ali ibn al-Husayn al-Hashimi, quien no adoptó el cargo ni el estilo califal. : 118  